# Julius Wohlauf
Julius Franz Wohlauf (* 3. Juni 1913 in Dresden; † 17. März 2002 in Hamburg) war ein Polizeioffizier der deutschen Ordnungspolizei und an Massenerschießungen und Deportationen von Juden beteiligt.
Nach dem Abitur 1932 absolvierte der Sohn eines Einzelhändlers Wohlauf eine kaufmännische Lehre und wurde im April 1933 Mitglied der SA und der NSDAP (Mitgliedsnummer 2.445.352). Er trat 1936 in die SS (Mitgliedsnummer 286.283) in Dresden ein und ging als Offizieranwärter zur Schutzpolizei beziehungsweise neu geschaffenen Ordnungspolizei und absolvierte die Ausbildung in Fürstenfeldbruck. 1938 wurde er Leutnant der Schutzpolizei. Im April 1940 war er mit dem Reserve-Polizei-Bataillon 105 in Norwegen, von dort aber wegen Disziplinmängeln zurück nach Hamburg gesandt worden. Als Hauptmann der Schutzpolizei befehligte er 1942 im besetzten Polen die 1. Kompanie im Hamburger Reserve-Polizei-Bataillon 101, das für Deportationen und Massenerschießungen von Juden verantwortlich war. Gleichzeitig war er stellvertretender Bataillonskommandeur unter Major Wilhelm Trapp, der 1948 in Polen hingerichtet wurde. Am 13. Juli 1942 nahm die 1. Kompanie Massenerschießungen in Józefów (Powiat Biłgorajski) bei Biłgoraj vor. Am 25. August 1942 folgten bei Räumungen des Zwischenghettos Erschießungen bei Radzyń in Miedzyrzec, an denen Wohlauf mit seiner gerade am 29. Juni geheirateten, schwangeren Ehefrau Vera Wohlauf teilnahm, die zu Flitterwochen nach Polen nachgekommen war. Am 22. September ließ er alle Juden des Dorfes Serokomla erschießen. Im Oktober erkrankte er nach einer Reise nach Hamburg an Gelbsucht, die er in der Heimat auskurierte. Dort wurde seiner Bitte entsprochen, als einziger Sohn seiner Familie von der Front wegversetzt zu werden. 1943 ging er als Kompaniechef und später Bataillonskommandeur nochmals nach Norwegen, wurde dort aber nach einem Verfahren wegversetzt nach Dresden-Hellerau.
Nach 1945 arbeitete Wohlauf als Vertreter eines Elektrounternehmens, wurde 1946 kurz verhaftet und war ab 1951 Beamter zur Wiederverwendung in der Hamburger Polizei, bevor er 1955 wieder Polizeioberkommissar wurde. Als 1963 gegen ihn wegen Mordes ermittelt wurde, war seine Nachkriegskarriere als Leiter der Abteilung für Verkehrserziehung zu Ende. Das Schwurgericht Hamburg verurteilte ihn 1968 zu einer achtjährigen Zuchthausstrafe wegen Beihilfe zum Mord an 9200 Menschen.

## Einzelbelege
1. ↑  Katharina Tenti: Julius Wohlauf. Abgerufen am 5. Juli 2020.
2. ↑  Dies wurde in den 1960er Jahren auch Gegenstand der Berichterstattung der Bild-Zeitung
3. ↑  DHM Ausstellungstext 2011

| Personendaten    | Personendaten                                                         |
| ---------------- | --------------------------------------------------------------------- |
| NAME             | Wohlauf, Julius                                                       |
| ALTERNATIVNAMEN  | Wohlauf, Julius Franz (vollständiger Name)                            |
| KURZBESCHREIBUNG | deutscher Polizeioffizier der Ordnungspolizei und Täter des Holocaust |
| GEBURTSDATUM     | 3. Juni 1913                                                          |
| GEBURTSORT       | Dresden                                                               |
| STERBEDATUM      | 17. März 2002                                                         |
| STERBEORT        | Hamburg                                                               |